# Nyköpings recess
Nyköpings recess var en storpolitisk överenskommelse som undertecknades på slottet Nyköpingshus den 20 september 1396. Den blev en förutsättning för bildandet av Kalmarunionen året efter. I recessen fastslogs att alla de tre nordiska rikena skulle "en herra oc konung hafu[a]". Den innebar också att jord som hamnat i det nya frälsets händer under årtiondena närmast före skulle återgå till kronan eller skatteläggas. Riksmötet skedde i närvaro av drottning Margareta och den blivande kung Erik XIII.

## Förlopp

### Bakgrund
I Sverige rådde missnöje med Albrekts av Mecklenburg styre, inte minst bland adeln. År 1388 erbjöds drottning Margareta, som då regerade i Danmark och Norge, att bli regent även i Sverige med titeln ”Sveriges fullmäktiga fru och rätta husbonde”. Uppgörelsen innebar bland annat att stormännen skulle återfå de privilegier de haft ”förrän konung Albrekt in till Sverige kom”. 
Margareta var också tvungen att komma överens med testamentsexekutorerna efter Sveriges största jordägare Bo Jonsson Grip, som Albrekts styre successivt kunnat utöka sin makt och vid sin död ägde eller kontrollerade cirka två tredjedelar av Sveriges yta. Dessa samlades vid pingsten 1388 på Nyköpingshus och beslöt att egendomarna skulle, med några undantag, återgå till kronan.
Albrekt gjorde fortfarande anspråk på svenska tronen. Han kom till Sverige med en stor här och mötte drottning Margaretas trupper vid Åsle utanför Falköping 24 februari 1389. Albrekt själv och hans son tillfångatogs. Drottningens seger blev total, men man uppnådde ingen fred.
År 1391 förhandlade Margareta på Nyköpingshus om Albrekts frigivande och övertagande av Stockholm från mecklenburgarna. Avtalet ledde till ett vapenstillestånd, som emellertid bröts, med nya strider om Stockholm som följd. Inte förrän 1395 kom man på Lindholmens slott i Skåne till en uppgörelse, enligt vilken Albrekt villkorligt frisläpptes och Stockholm sattes under speciell förvaltning.

### Recessen
År 1396 var det alltså dags för det som gått till historien som Nyköpings recess. Mötet hade inkallats för att avhandla hur man skulle göra med alla frälsegods och andra privilegier efter Albrekt. Förhandlingarna hade börjat redan vid Eriks kungaval i Skara på våren samma år och sedan fortsatt vid kungahyllningarna på Mora äng i juli. 
De gods som frikostigt delats ut under Albrekt av Mecklenburg eller blivit beslagtagna av Bo Jonsson Grip skulle nu återgå till kronan. Det nya frälset som tillkommit under Albrekts tid fick sina privilegier indragna. Margareta drev förhandlingarna skickligt. Med löfte om stora donationer till domkyrkorna accepterade exempelvis kyrkans företrädare överenskommelsen, men Margareta tog igen detta med de indragningar av kyrkans frälsejord ute i socknarna.
Enligt avtalet fick drottningen nu också förfoga över sin morgongåva som omfattade bland annat Öster- och Västergötland, Dalsland och Värmland.
Alla gods som fogdar och ämbetsmän lagt beslag på skulle återföras till kronan och all skattejord som kommit under frälset skulle åter läggas under skattebönder. Vidare skulle alla privata fästen som uppförts under Albrekts tid rivas ned. 
För att reglera detta skulle räfsteting hållas inom hela riket. Sådana inleddes omedelbart. 

### Resultat och union
Det helt överskuggande resultatet av drottning Margaretas recess i Nyköping 1396 är överenskommelsen om att bilda en Nordisk union. Redan i recessen fastslogs att stormännen skulle sammanträda på uppmaning av kungen eller drottningen för att sluta en union mellan de tre rikena. 
Mycket talar för att avtalet från Nyköpings recess, åtminstone för svensk del, hade större juridisk betydelse för unionens tillkomst än unionsbrevet från Kalmar. På pergamentbrevet från Nyköping har 81 svenska herremän förutom drottningen och kungen satt sina sigill, alltså sammanlagt 83. 
Unionsbrevet från Kalmar ett år senare är skrivet på papper och många forskare anser det endast vara ett utkast som aldrig formellt blev antaget. Bindande avtal skrevs normalt på pergament. Endast 10 stormän satte sitt sigill på unionsavtalet från Kalmar.
Originaldokumentet från Nyköpings recess förvaras i danska Rigsarkivet. Det är ett imponerande tätskrivet pergament i storlek 40x57 centimeter, som också finns utgivet i tryck och då omfattar hela åtta boksidor. Av de 83 sigillen under Nyköpingsdokumentet finns 40 bevarade.